# Муријалдо
Муријалдо (итал. Murialdo) је насеље у Италији у округу Савона, региону Лигурија.
Према процени из 2011. у насељу је живело 871 становника. Насеље се налази на надморској висини од 517 м.

## Становништво
Према резултатима пописа становништва 2011. у општини је живело 838 становника.
| 1931. | 1936. | 1951. | 1961. | 1971. | 1981. | 1991. | 2001. | 2011. |
| ----- | ----- | ----- | ----- | ----- | ----- | ----- | ----- | ----- |
| 1.775 | 1.784 | 1.792 | 1.353 | 1.153 | 1.004 | 892   | 871   | 838   |

## Партнерски градови
- Швајх